# Cosmocerca
Cosmocerca ist eine Gattung der Spulwürmer mit über 40 Arten. Sie sind Parasiten, die vor allem Amphibien befallen.

## Merkmale
Cosmocerca hat die Merkmale der Cosmocercinae. Die hintere Bauchseite ist bei Männchen mit ornamentierten Kutikula-Verstärkungen (Plectane) versehen, auf der einige der Schwanzpapillen sitzen.

## Systematik
Das Interim Register of Marine and Nonmarine Genera weist folgende Arten aus:
- Cosmocerca americana
- Cosmocerca archeyi Baker & Green, 1988
- Cosmocerca australiensis Johnston & Simpson, 1943
- Cosmocerca australis Baker & Green, 1988
- Cosmocerca banyulensis Chabaud & Campana-Rouget, 1955
- Cosmocerca brasiliense Travassos, 1925
- Cosmocerca chilensis Lent & Freitas, 1948
- Cosmocerca commutata (Diesing, 1851)
- Cosmocerca cruzi Rodrigues & Fabio, 1970
- Cosmocerca freitasi Silva, 1954
- Cosmocerca indica (Gupta & Duggal, 1980)
- Cosmocerca japonica Yamaguti, 1938
- Cosmocerca kashmirensis Fotedar, 1959
- Cosmocerca limnodynastes Johnston & Simpson, 1943
- Cosmocerca longicauda (Linstow, 1885)
- Cosmocerca longispicula Moravec & Kaiser, 1994
- Cosmocerca microhylae (Wang, Zhao & Chen, 1978)
- Cosmocerca minuscula Travassos, 1931
- Cosmocerca novaeguineae Moravec & Sey, 1990
- Cosmocerca ornata Dujardin, 1845
- Cosmocerca paraguayensis Moravec & Kaiser, 1994
- Cosmocerca parva Travassos, 1925
- Cosmocerca paucipectini (Wang in Wang, Wang, Zhao, Yian & Wang, 1992)
- Cosmocerca piscicola (Linstow, 1907)
- Cosmocerca podicipinus Baker & Vaucher, 1984
- Cosmocerca pulcherima Ivanitskii, 1940
- Cosmocerca pulchrae (Wang, Zhao & Chen, 1978)
- Cosmocerca ranae
- Cosmocerca rara Freitas & Vicente, 1966
- Cosmocerca sardiniae Ricci, 1988
- Cosmocerca timofejevoi Skarbilovitsch, 1950
- Cosmocerca travassosi Rodrigues & Fabio, 1970
- Cosmocerca trispinosa Railliet & Henry, 1916
- Cosmocerca tyleri Bursey, Goldberg & Kraus, 2006
- Cosmocerca uruguayensis Lent & Freitas, 1948
- Cosmocerca vrcibradici Bursey & Goldberg, 2004
- Cosmocerca zugi Bursey, Goldberg & Kraus, 2005

Synonyme für die Gattung sind Ananconus Railliet & Henry, 1916, Cosmocera, Nematoxis Drasche, 1883, Nematoxys Schneider, 1866 und Paracosmocerca Kung & Wu, 1945.